# Schlacht von Vescera
Frühe Schlachten
Mu'ta – Tabūk – Dathin – Firaz
Arabische Eroberung der Levante
Qartin – Bosra – Adschnadain – Mardsch ar-Rahit – Fahl – Damaskus – Mardsch ad-Dibadsch – Emesa – Jarmuk – Jerusalem – Hazir – Aleppo
Arabische Eroberung Ägyptens 
Heliopolis – Alexandria – Nikiou
Umayyadische Eroberung Nordafrikas
Sufetula – Vescera – Karthago
Umayyadidische Invasion Anatoliens
 und Konstantinopels
Eiserne Brücke – Germanikeia – 1. Konstantinopel – Sebastopolis – Tyana – 2. Konstantinopel – Nikäa – Akroinon
Arabisch-byzantinischer Grenzkrieg
Kamacha – Kopidnadon – Krasos – Anzen und Amorion – Mauropotamos – Lalakaon – Bathys Ryax
Sizilien und Süditalien
1. Syrakus – 2. Syrakus – Feldzüge des Maniakes
Byzantinischer Gegenschlag
Marasch – Raban – Andrassos – Feldzüge des Nikephoros Phokas – Feldzüge des Johannes Tzimiskes – Orontes – Feldzüge Basileios’ II. – Azaz
Seeoperationen
Phoinix – Muslimische Eroberung Kretas – Thasos – Damiette – Thessalonike – Byzantinische Rückeroberung Kretas
Die Schlacht von Vescera (das heutige Biskra in Algerien) wurde entweder 682 oder 683 zwischen den Berbern unter König Kusaila und ihren byzantinischen Verbündeten aus dem Exarchat von Karthago und der arabischen Umayyaden-Armee unter Uqba ibn Nafi (der Gründer von Kairouan) ausgetragen. Uqba ibn Nafi hatte sein Heer auf einem Feldzug durch Nordafrika bis zum Atlantik geführt, er marschierte sogar bis zum Draa und zum Sous im Süden. Bei seinem Rückmarsch nach Norden wurde er von einer berberisch-byzantinischen Armee bei Tahuda südlich von Vescera überrascht, besiegt und getötet.  Durch diesen Sieg konnten die verbündeten Berber und Byzantiner die Araber noch ein Jahrzehnt aus dem Gebiet des heutigen Tunesien heraushalten. Dauerhafte Eroberungen konnten die Araber erst ab 695 wieder verzeichnen.